# Ryanair UK
Ryanair UK – британська бюджетна авіакомпанія, що базується в аеропорту Лондон-Станстед. Авіакомпанія є дочірньою британською компанією бюджетної ірландської групи авіакомпаній Ryanair Holdings та сестринською до авіакомпаній Ryanair, Buzz та Malta Air. Штаб-квартира знаходиться в лондонському аеропорту Станстед. Розпочала свою діяльність у березні 2019 року.

## Історія
Ryanair UK була заснована 30 травня 1985 року як Dawndell Limited та була перейменована на Ryan Air UK Limited 27 червня 1985 року. З 1 листопада 1995 року компанія має назву Ryanair UK Limited.
У заяві від 2 січня 2018 року Ryanair повідомив, що її дочірнє підприємство Ryanair UK подало заявку в Управління цивільної авіації на отримання Сертифікат авіаційного оператора, 21 грудня 2017 року в очікуванні потенційного "жорсткого Брекзиту". Перший Boeing 737-800, зареєстрований як G-RUKA, був переданий Ryanair UK у грудні 2018 року.. Авіакомпанія отримала сертифікат авіаційного оператора від Управління цивільної авіації 3 січня 2019 року та розпочала діяльність від імені Ryanair 12 березня 2019 року

## Флот
Флот на грудень 2018:
| Тип            | В дії | Замовлено | Пасажирів |
| -------------- | ----- | --------- | --------- |
| Boeing 737-800 | 1     | 4         | 189       |
| Загалом        | 1     |           |           |